# Nikítovka
Nikítovka (en rus: Никитовка) és un poble del krai de Primórie, a l'Extrem Orient de Rússia, que en el cens del 2010 tenia 174 habitants.